# Lemn câinesc
Lemn câinesc (lat. Ligustrum vulgare) este un arbust indigen, răspândit în Europa și regiuni din Asia vestică, cultivat îndeosebi în scop ornamental. Înrudit cu frasinul (Fraxinus excelsior L.) și liliacul (Syringa vulgaris L.), lemnul câinesc este o specie ce dovedește o mare capacitate de adaptare față de condițiile de mediu, fiind întâlnit la noi frecvent în pădurile din zona de câmpie și de deal.

## Descriere

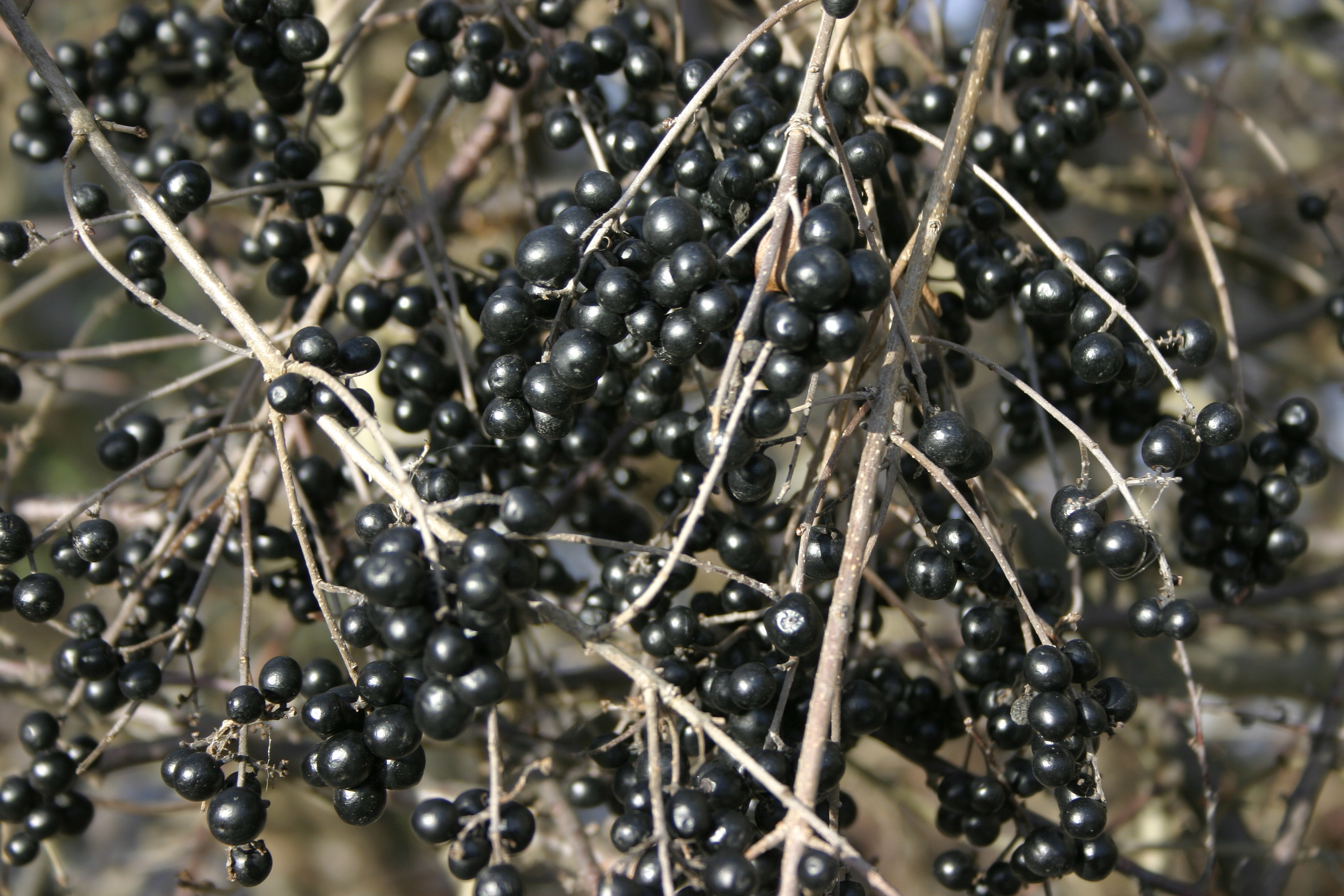
Fructele

Poate atinge înălțimi de 3-4 metri. Lemnul câinesc are lujeri verzui, brun-verzui, care degajă un miros neplăcut prin rupere sau zdrelire (de aici și numele popular al speciei). Frunzele sunt alungite, de 2–7 cm lungime și până la cca. 1 cm lățime, acestea putând rămâne uneori  verzi și peste iarnă. Fructele sunt mici, negricioase, moi, sferice, de 5–9 mm în diametru.

## Importanță
Lemnul câinesc contribuie, în cadrul ecosistemelor forestiere, la ameliorarea proprietăților fizice și chimice ale solului. De asemenea acoperă solul micșorând riscul declanșării proceselor erozionale. Este utilizat și sub formă de garduri vii, dar în acest scop este folosită mai ales specia din același gen Ligustrum ovalifolium.

## Legături externe
Materiale media legate de Lemn câinesc la Wikimedia Commons